# تانگو نو سکو
تانگو نو سکّو (به ژاپنی: Tango no sekku) جشنی است که هر ساله در روز پنجم مه در ژاپن برگزار می‌شود. در این روز عروسکی به شکل سامورایی با لباس مخصوص جنگی در گوشه‌ای از خانه قرار می‌دهند. بعضی از پدر و مادرها اعتقاد دارند که با قرار دادن این نماد در منزل در آینده پسرانشان چون یک سامورایی قوی و شجاع خواهند شد. این رسم معمولاً در خانه‌هایی انجام می‌شود که نوزاد پسری داشته باشند.